# Elise Boehmer
Elise Boehmer is een Nederlandse golfster uit Amelisweerd.
Boehmer is lid van de Utrechtse Golfclub Amelisweerd. In 2007 overtrof ze zichzelf en zette in de tweede ronde een score van 75 neer, waarna ze op de tweede plaats eindigde bij het clubkampioenschap (junioren), achter Pieter Hendriks. Vijf jaar later speelt ze in Dames 1 competitie in de hoofdklasse.
In 2012 is haar handicap gezakt naar 1.6. Boehmer speelde de Eschauzier Cup, waar het amateursteam het team van de damesprofessionals versloeg met een overtuigende score van 19-4. Dat is niet zo verwonderlijk, aangezien de damesprofessionals maar weinig spelen.
Later speelde Boehmer het Nationaal Open op de Utrechtse Golfclub De Pan, waar zij met een ronde van 71 begon en ook na ronde 2 nog aan de leiding stond. Ze eindigde op de tweede plaats.
In 2012 behaalde zij ook haar eerste nationale titel en werd zij kampioene matchplay, nadat zij op haar thuisbaan titelverdedigster Giulia van den Berg in de finale versloeg.

## Gewonnen
- 2012: Dronten GolfXchange Jeugd Open Meisjes, 2e NGF Maandbeker, Noordwijks Jeugd Open, NK Matchplay Jeugd

## Teams
- Europees Landen Team Kampioenschap (ELTK): 2011, 2012
- Eschauzier Cup: 2010 (winnaar), 2011, 2012 (winnaars)